# Berbice
Berbice was een Nederlandse kolonie, aan de noordkust van Zuid-Amerika, in de 17e en 18e eeuw gelegen aan de Rio (rivier) Berbice met als hoofdstad van 1627 tot 1785 Fort Nassau en van 1785 tot 1815 Nieuw-Amsterdam. De kolonie Berbice was een onderdeel van Nederlands-Guiana.

## Geschiedenis van Berbice
De Zeeuwse koopman Abraham van (de) Peere had in 1627 het patroonschap van de kolonie Berbice gekregen van de West-Indische Compagnie; dit gaf hem het recht de kolonie te stichten aan de Berbice-rivier. De kolonie werd in 1796 door de Britten veroverd. In 1831 werd het met twee andere inmiddels Britse kolonies, Essequibo en Demerara, samengevoegd tot Brits-Guiana. Sinds 1966 vormt dit gebied de zelfstandige staat Guyana. In de eerste jaren van kolonisatie werd er op plantages in Berbice tabak en koffie verbouwd, maar veel belangrijker was de ruilhandel met de inheemsen in het gebied.
Berbice was, evenals de naburige plantagekolonies, kwetsbaar voor kapers. In 1689 zeilden enkele Franse kapers onder leiding van Jean du Casse de rivier Berbice op en richtten grote schade aan op de plantages. Uiteindelijk werd er een brandschatting betaald van 20.000 gulden. In 1712 werd de kolonie opnieuw aangevallen door Franse kapers onder leiding van Jacques Cassard, en ook nu weer kon de totale plundering afgekocht worden. De kapers eisten een bedrag van 300.000 gulden, dat betaald werd in wisselbrieven, particuliere slaven en goederen. De Erven Van Peere waren niet in staat het verlies te compenseren en zagen zich genoodzaakt de kolonie te verkopen aan Amsterdamse handelaren.
In 1720 richtten de eigenaars van Berbice in Amsterdam de particuliere Sociëteit van Berbice op. De sociëteit werd in Berbice vertegenwoordigd door een gouverneur.

### Slavenopstand
Op 23 februari 1763 kwamen de slaven in het gebied in opstand onder leiding van Cuffy, Cosala, Accabre, Atta, Akara en Goussari. In die tijd telde de hele kolonie slechts 346 blanken (mannen, vrouwen en kinderen) en 3833 Afrikaanse slaven. Vrijwel alle blanken ontvluchtten hun plantages. Ongeveer veertig van hen vonden de dood. Bij de herovering van de kolonie op de slaven, die tien maanden duurde, kwamen meer dan 1800 slaven om. De mulatten kozen veelal de kant van de blanken. Plantages werden verwoest, huizen verbrand en suikermolens onklaar gemaakt. De slavenopstand van Berbice was de eerste serieuze poging van een grote groep slaven in Guyana om hun vrijheid terug te winnen. Ook was het de eerste georganiseerde poging van slaven om hun vrijheid te herwinnen in het hele Amerikaanse continent. Ondanks de onderlinge verdeeldheid en de uiteindelijke nederlaag van de opstandelingen gaf deze eerste groep Guyanese revolutionairen toch het startschot voor de strijd tegen de koloniale onderdrukking.
Na de slavenopstand ontwikkelden de koloniale machthebbers plannen voor de bouw van een nieuw fort en later voor allerlei gouvernementsgebouwen. Ten slotte werd besloten tot de bouw van het stadje Nieuw Amsterdam. In 1796 werd Berbice door de Britten veroverd. In 1799 veroverden de Britten ook Suriname, waarna beide gebieden onder protectie van de Britse kroon kwamen. Het Nederlandse bestuurskader bleef gehandhaafd.
Bij het Verdrag van Amiens (1802) werden Berbice en Suriname teruggegeven aan Nederland, maar in september 1803 werd Berbice opnieuw door de Britten veroverd en in 1804 kwam ook Suriname weer onder Brits bestuur. In 1814 werd met het Verdrag van Londen definitief bepaald dat Nederland Suriname terugkreeg. Bij de Vrede van Parijs (1815) werd dit bevestigd. Berbice, Demerara en Essequibo bleven Brits. In 1831 werden deze drie kolonies samengevoegd tot Brits-Guiana.

### Plantages
Volgens het Centre for the Study of the Legacies of British Slavery kende Berbice in totaal 162 plantages. Veel daarvan waren en bleven in Nederlandse handen na de machtsovername van de Engelsen.

### Bestuurders

#### Commandanten
- Matthijs Bergenaar (1666-1671)
- Cornelis Marinus (1671-1683)
- Gideon Bourse (1683-1684)
- Lucas Coudrie (1684-1687)
- Matthijs de Feer (1687-1712)
- Steven de Waterman (1712-1714)
- Anthony Tierens (1714-1733)

#### Gouverneurs
- Bernhardt Waterham (1733-1740)
- Jan Andries Lossner (1740-1749)
- Jan Frederik Colier (1749-1755)
- Hendrik Jan van Rijswijck (1755-1759)
- Wolfert Simon van Hoogenheim (1760-1764)
- Johan Heijlinger (1764-1767)
- Stephen Hendrik de la Sabloniere (1768-1773)
- Johan Christoffel de Winter (1773-1774)
- Isaac Kaecks (1774-1777)
- Peter Hendrik Koppiers (1e maal) (1778 - 27 feb. 1781)
- Robert Kingston (27 feb. 1781-1782)
- Louis Antoine Dazemard de Lusignan (1782)
- Armand Guy Simon de Coëtnempren, graaf van Kersaint (1782)
- Georges Manganon de la Perrière (1783-1784)
- Peter Hendrik Koppiers (2e maal) (1784-1789)
- Abraham Jacob van Imbijze van Batenburg (1e maal, tot 1794 waarnemend) (1789 - 27 maart 1802)
- J.C.W. Herlin en G. Kobus (waarnemend) (27 maart 1802 - sep. 1803)
- Robert Nicholson (sep. 1803 - juni 1804)
- Abraham Jacob van Imbijze van Batenburg (2e maal) (juni 1804 - 1806)

#### Luitenant-gouverneurs
- Robert Nicholson (1806-1807)
- James Montgomery (1807-1809)
- William Woodly (1809-1810)
- Samuel Dalrymple (1810)
- Robert Gordon (1e maal) (1810-1812)
- John Murry (1812 - 1813)
- Robert Gordon (2e maal) (1813)
- Grant (waarnemend) (1813-1814)
- Henry William Bentinck (1814-1820)
- Thistlewayte (waarnemend) (1820-1821)
- J. Cameron (waarnemend) (1821)
- Henry Beard (1821 - 21 juli 1831)

### Grensgeschil
Over de grens tussen de beide gebieden was al lange tijd onenigheid. Aan de westoever van de Corantijnmonding bevond zich een Surinaamse post, zodat het hele gebied, inclusief de Corantijn als Surinaams moest worden beschouwd. De gouverneur van Berbice, Abraham Jacob van Imbijze van Batenburg, meende echter in 1794 dat de toestemming die Karel II van Engeland indertijd had gegeven niet verder ging dan 1 Engelse mijl westelijk van de rivier Coppename. In 1799 kwamen van Batenburg en de gouverneur van Suriname, Jurriaan François de Friderici, een onderhandse regeling van de grens overeen. De westoever van de Corantijn tot aan Duivelskreek kwam onder bestuur van Berbice; de grens werd de laagwaterlijn aan de westoever van de Corantijn. Deze overeenkomst werd op 20 januari 1800 te Nieuw Amsterdam gepubliceerd, en vormt de basis van de 20e-eeuwse Nederlandse – en later Surinaamse claim dat de grens tussen Suriname en Guyana op de westoever van de Corantijn ligt.
De Britse regering gaf in 1840 de Duitse geograaf Robert Schomburgk opdracht de grenzen van dit Brits-Guiana vast te stellen. Tegenover het Surinaamse bestuur deden de Britten het voorkomen alsof het alleen om een cartografische expeditie zou gaan. Schomburgk publiceerde zijn kaart in 1846. Omdat hij tijdens zijn expeditie in tijdnood kwam en zonder proviand dreigde te raken, is zijn verkenning van de oostgrens niet erg nauwkeurig geweest. Schomburgk nam aan dat de Koetari de hoofdrivier was, en zakte de Coeroenie en de Corantijn af. De Boven-Corantijn (Nieuwe Rivier) zag hij over het hoofd. Als gevolg hiervan wordt het gebied tussen de Koetari en de Boven-Corantijn thans nog steeds betwist.

## Tekenen van het Nederlands koloniaal verleden
- Aan het Nederlands bezit van Berbice herinnert nog de uitdrukking naar de barrebiesjes (Berbice) gaan, wat iets betekent als naar de hel gaan, doodgaan.
- Berbice is een buitenplaats met landhuis uit 1669 in Voorschoten, die oorspronkelijk Almansgeest / Allemansgeest heette. Omstreeks 1822 werd dit huis naar de voormalige kolonie genoemd door de toenmalige eigenaar Hendrik Staal, die een fortuin verdiende als advocaat en zaakgelastigde voor de grote suikerplanters van Berbice.
- De Nederlandse invloed bleef merkbaar in twee creooltalen, het Berbice-Nederlands (uitgestorven in 2010) en het Skepi (uitgestorven in 1998). Beide talen waren niet onderling begrijpbaar.